# Agathokles (Baktrien)

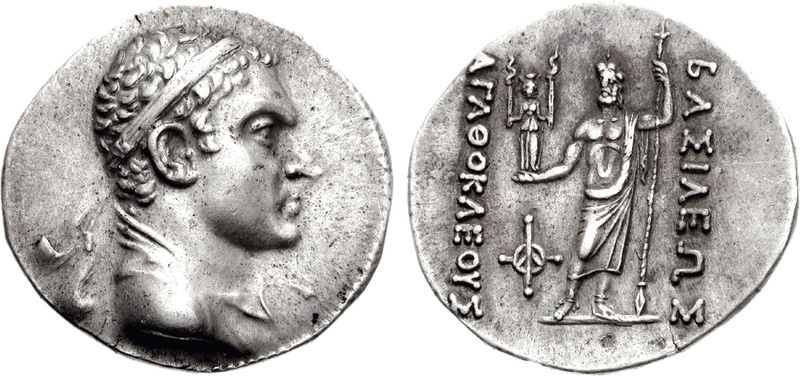
Münze des Agathokles

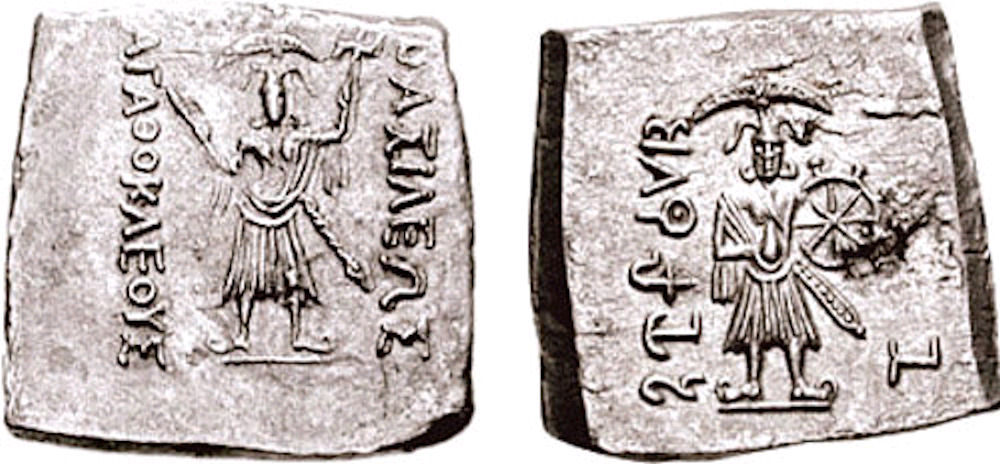
Zweisprachige Münze des Agathokles mit indischen Gottheiten: Vasudeva-Krishna und Balarama-Samkarshana

Agathokles (bis um 180 v. Chr.) war ein griechisch-baktrischer König mit dem Beinamen „der Gerechte“ (Dikaios).
Zu der Person von Agathokles ist kaum Gesichertes bekannt. Er wird nicht bei erhaltenen klassischen Autoren genannt. Er war eventuell nur ein Vasallenkönig von Demetrios I., der ein Gebiet zwischen Baktrien und Indien regierte.
Agathokles ist jedoch vor allem wegen seiner umfangreichen und teilweise außergewöhnlichen Münzprägung bemerkenswert. Er ließ eine Reihe von Erinnerungsmünzen prägen, die ihn zusammen mit anderen wichtigen griechischen Herrschern, wie Alexander den Großen, Antiochos (wohl Antiochos II.), dem Gründer des baktrischen Reiches Diodotos I., dessen Sohn Diodotos II., Euthydemos I., Pantaleon und Demetrios I. nennen. Der Sinn dieser Gedenkmünzen ist umstritten, oftmals wird vermutet, dass Agathokles ein Usurpator war, der mit diesen Prägungen seine Macht legitimieren, seine unsichere Position stärken wollte.
Neben diesen Gedenkmünzen ließ er auch solche mit zweisprachigen Aufschriften in Kharoshti oder Brahmi und griechisch prägen. Schließlich gibt es Prägungen mit buddhistischen Symbolen und solche mit hinduistischen Göttern. Es sind die frühesten erhaltenen Bilder hinduistischer Gottheiten. Bemerkenswert sind auch Prägungen in Nickel.